# Гей икона
Под гей икона се разбира най-често световноизвестна личност (в повечето случаи изпълнител), понякога и историческа такава, която е възприемана от общността на гей, лесбийки, би и трансджендър като техен идеал за красота, личност или творец, с чието изкуство (музика, филми, телевизионни шоута и т.н.) се отъждествяват.
Обикновено отделните подобщности на ЛГБТ имат различни икони, както и отделните гей хора могат да имат свои лични персонални гей икони. Все пак за известни в обществото като цяло гей икони се смятат например Мадона и Шер, които са основно икони на гей мъжете.

## Гей икони
- Мадона е смятана за най-твърдо устоялата и наложила се в последните няколко десетилетия гей икона, предимно сред гей, но и сред лесбийките.
- Кайли е може би в последните години не по-малко обичана като изпълнител сред гей, по-рядко лесбийките.
- Майкъл Джексън, често се смята за икона след лесбийките (предимно в България, но и в чужбина)
- Елън Дедженеръс се смята твърдо за икона сред лесбийките, обикновено интелектуалките
- Вирджиния Улф може да се смята за (писателка) икона сред лесбийките феминистки и интелектуалки
- Шер е сред историческите гей икони, както за гей, така и за лесбийки
- Джуди Гарланд е сред историзираните гей икони (не живи и за тях и тяхното иконизиране може да се съди по писмени и други източници)
- Джудит Бътлър